# Distretto di Otorohanga
Il distretto di Otorohanga è un'autorità territoriale della Nuova Zelanda che si trova entro i confini della regione di Waikato, nell'Isola del Nord. La sede del Consiglio distrettuale è situata nella città di Otorohanga, la più popolosa dell'intero Distretto con 2 500 abitanti.
L'economia locale si basa in grandissima parte sulla produzione e lavorazione del latte. Altre città, oltre ad Otorohanga, sono Te Kawa e Kawhia.
Otorohanga si trova a circa 50 chilometri a sud di Hamilton e si può raggiungere con la SH3 direttamente da Hamilton oppure con la SH39. Vi è anche una stazione ferroviaria lungo la linea ferroviaria Auckland Wellington.

## Otorohanga Kiwi house and Native bird park

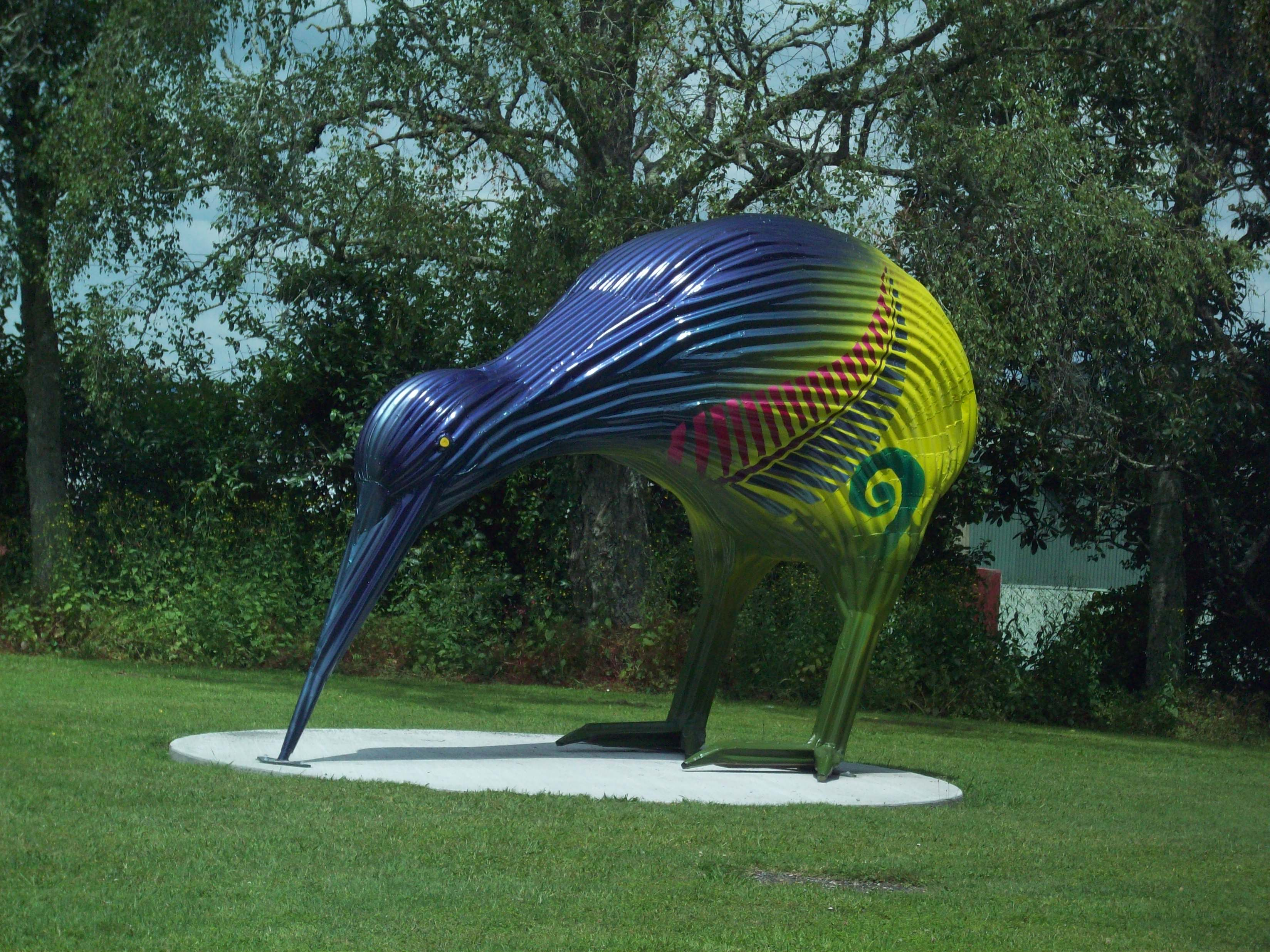
Riproduzione di un Kiwi in Otorohanga

A pochi minuti dal centro della città sorge la Otorohanga Kiwi house and Native Bird park, un centro ornitologico dove in un padiglione isolato è stato ricostruito l'habitat ideale per i Kiwi. Essendo il Kiwi animale notturno il ciclo giorno-notte è stato invertito per dar modo ai visitatori di intravedere nel buio questo uccello non volatore.
Dopo la visita alla Kiwi house, si prosegue lungo un itinerario di voliere fra diversi tipi di uccelli tra cui i Kea, un volatile colorato alquanto dispettoso. 
Nel piccolo negozio presente alla fine del percorso si può sovvenzionare la cura dei piccoli Kiwi adottandone uno oppure effettuando una donazione al centro.